# Acanthostichus
Acanthostichus é um gênero de insetos, pertencente a família Formicidae.

## Espécies
- Acanthostichus arizonensis MacKay, 1996
- Acanthostichus bentoni MacKay, 1996
- Acanthostichus brevicornis Emery, 1894
- Acanthostichus brevinodis MacKay, 1996
- Acanthostichus concavinodis MacKay, 1996
- Acanthostichus davisi (Smith, 1942)
- Acanthostichus emmae MacKay, 1996
- Acanthostichus femoralis Kusnezov, 1962
- Acanthostichus flexuosus MacKay, 1996
- Acanthostichus fuscipennis Emery, 1895
- †Acanthostichus hispaniolicus De Andrade, 1998
- Acanthostichus kirbyi Emery, 1895
- Acanthostichus laevigatus MacKay, 1996
- Acanthostichus laticornis Forel, 1908
- Acanthostichus lattkei MacKay, 1996
- Acanthostichus longinodis Mackay, 2004
- Acanthostichus punctiscapus MacKay, 1996
- Acanthostichus quadratus Emery, 1895
- Acanthostichus quirozi MacKay, 1996
- Acanthostichus sanchezorum MacKay, 1985
- Acanthostichus serratulus (Smith, 1858)
- Acanthostichus skwarrae Wheeler, 1934
- Acanthostichus texanus Forel, 1904
- Acanthostichus truncatus MacKay, 1996